# Mimosa espinosa
La mimosa espinosa (Acacia paradoxa) és una espècie del gènere Acacia de la família de les lleguminoses. És nativa d'Austràlia, però s'ha introduït a altres contintents. Als Estats Units és una mala herba nociva ben coneguda a Califòrnia.

## Descripció

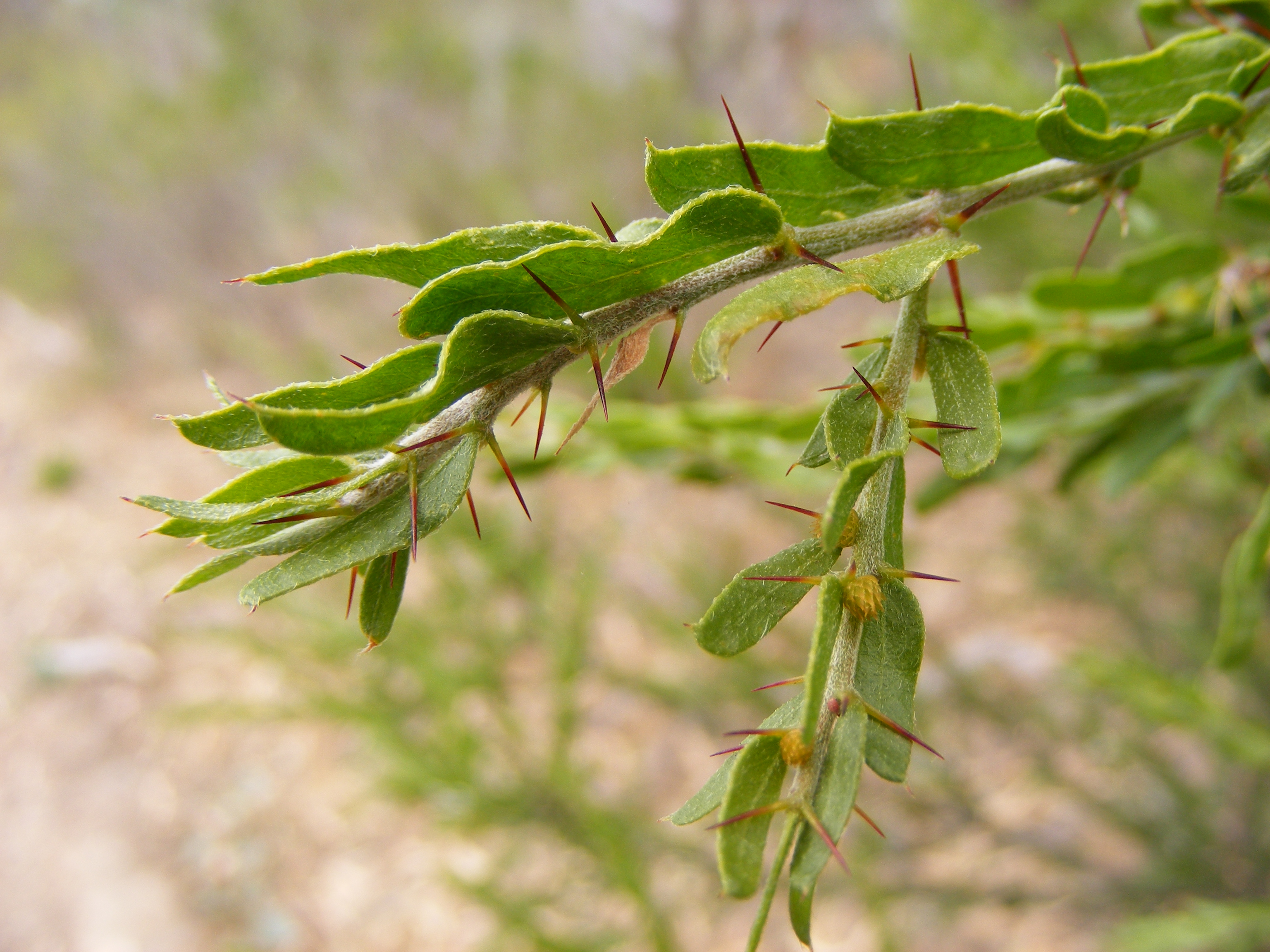
Detall de fulles i espines.

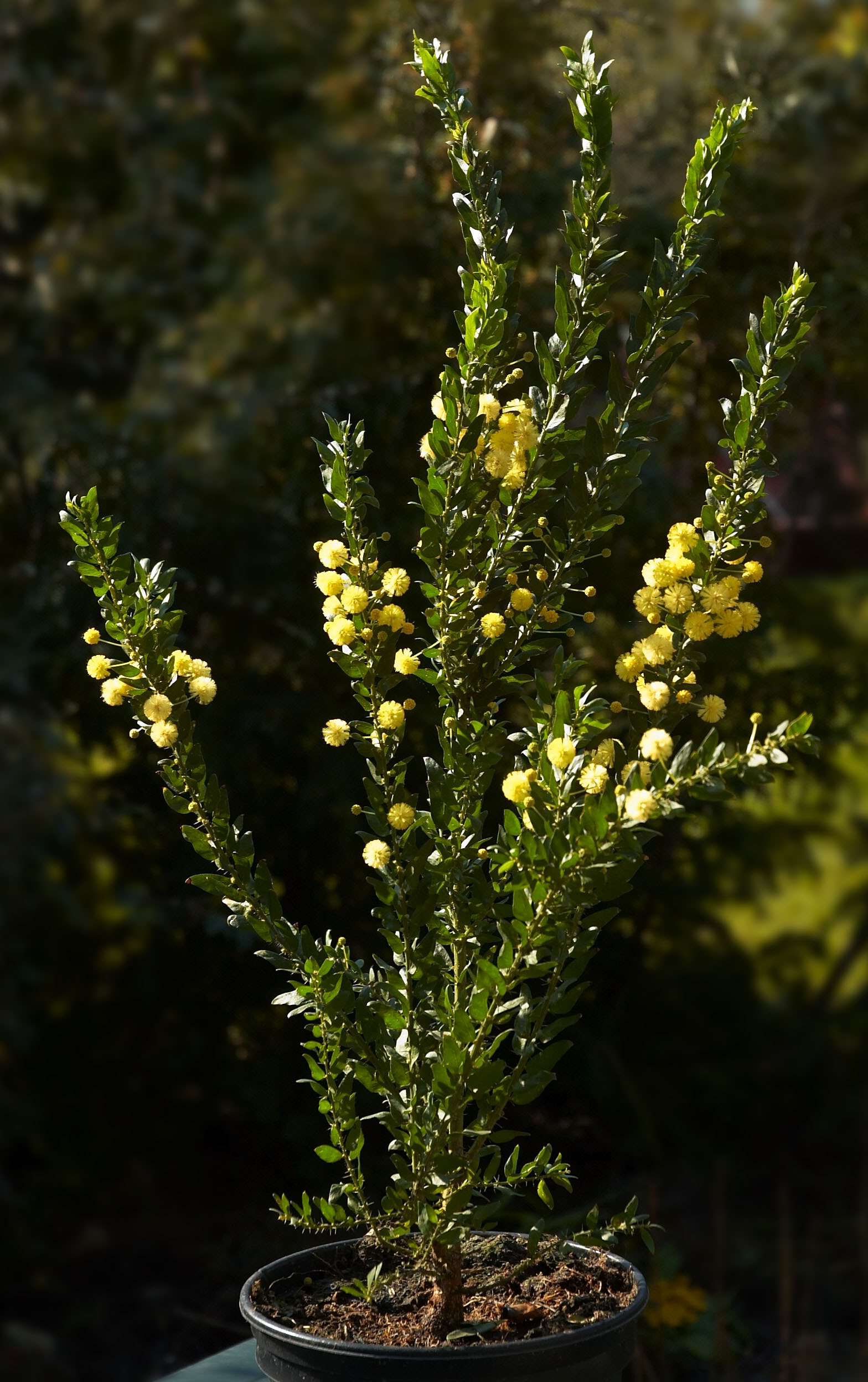
Vista general

És un gran arbust que arriba a mesurar fins a 3 metres d'alt i ample. És dens de fullatge, i les fulles en realitat són pecíols ampliats. Els nous estan recoberts de pèls. L'arbust està també ple de llargues espines. Floreix en petits i brillants caps esfèrics amb flors gorgues. Els fruits són beines marrons de 4 a 7 cm de llargària.
Les espines que creixen a la base de les fulles dissuadeixen al bestiar d'alimentar-se d'aquesta planta o d'estar-hi a prop.
Acacia paradoxa està molt estesa a tota Austràlia, regenerant-se les llavors després de les pertorbacions, com seria el cas d'un incendi forestal, per exemple. Els ocells petits, com els de la família Troglodytidae, utilitzen aquesta planta com a refugi i hàbitat, alhora que és la font d'aliment per a arnes, papallones i altres insectes. Les aus també s'alimenten de les llavors.

## Taxonomia
Acacia paradoxa va ser descrita per Augustin Pyrame de Candolle i publicada a Catalogus plantarum horti botanici monspeliensis 74. 1813.

### Etimologia
- Acacia: nom genèric derivat del grec ακακία (akakia), que va ser atorgat pel botànic grec Pedanius Dioscorides (A.C. 90-40) per l'arbre medicinal A. nilotica al seu llibre De Materia Medica.[5] El nom deriva de la paraula grega ακις (akis, "espines").[6]
- paradoxa: epítet llatí que significa "paradoxal, no esperat".[7]

### Sinonímia
| - Acacia armata R. Br. - Acacia armata var. angustifolia Benth. - Acacia armata var. longipedunculata Regel - Acacia armata var. microphylla Benth. - Acacia armata var. ornithophora (Sweet) Benth. - Acacia armata var. paradoxa (DC.) Ser. - Acacia armata var. pendula Seem. - Acacia armata var. plana Ser. - Acacia armata var. typica Domin - Acacia armata var. undulata Domin - Acacia furcifera Lindl. - Acacia hybrida Lodd. - Acacia ornithophora Sweet | - Acacia undulata Spin - Acacia undulata Spreng. - Acacia undulata var. longispina Vis. - Acacia undulata Wendl. - Acacia undulata Willd. - Mimosa armata (R.Br.) Poir. - Mimosa paradoxa (DC.) Poir. - Mimosa paradoxa Dum.Cours. - Phyllodoce armata (R. Br.) Link - Phyllodoce undulata Link - Racosperma armata (R.Br.) Mart. - Racosperma paradoxum (DC.) C.Mart. - Racosperma undulata (Wendl.) Mart. |